# Millbrook (Alabama)
Millbrook – miasto w Stanach Zjednoczonych, w stanie Alabama, w hrabstwie Autauga. Według danych na rok 2020 miasto zamieszkiwało 16 564 osoby, a gęstość zaludnienia wyniosła 450,11 os./km².

## Geografia
Miasto ma łączną powierzchnię 37,58 km², w tym 36,8 km² stanowi ląd, a 0,78 km² stanowią wody.

### Klimat
Średnia temperatura wynosi +17 °C. Najcieplejszym miesiącem jest czerwiec (+25 °C), a najzimniejszym miesiącem jest styczeń (+7 °C). Średnie opady wynoszą 1716 mm rocznie. Najbardziej wilgotnym miesiącem jest luty (267 mm opadów), a najbardziej suchym miesiącem jest październik (53 mm opadów).

## Demografia
Populacja:
| Rok        | 1970 | 1980   | 1990   | 2000   | 2010   | 2020   |
| ---------- | ---- | ------ | ------ | ------ | ------ | ------ |
| Ludność    | 2382 | 3101   | 6050   | 10 386 | 14 640 | 16 564 |
| Zmiana w % |      | +30,2% | +95,1% | +71,7% | +41%   | +13,1% |

Według danych na rok 2020 miasto liczyło 6420 gospodarstw domowych.